# 10.ª Brigada de Infantería Motorizada
La 10.ª Brigada de Infantería Motorizada «Brigada Francisco Berreto de Menezes» es una unidad del Ejército Brasilero con asiento en el Cuartel General de Curado, Recife y dependiente del Comando Militar del Nordeste.

## Historia
Por decreto presidencial n.º 72 637 del 17 de agosto de 1973, se creó la 10.ª Brigada de Infantería Motorizada en Recife, Pernambuco.

## Organización
Las unidades militares pertenecientes a la 10.ª son las que siguen:
- 14.º Batallón de Infantería Motorizado.
- 59.º Batallón de Infantería Motorizado.
- 71.º Batallón de Infantería Motorizado.
- 72.º Batallón de Infantería Motorizado.
- 10.º Escuadrón de Caballería Mecanizado.
- 7.º Grupo de Artillería de Campaña.
- 14.ª Batería de Artillería Antiaérea.
- 10.ª Compañía de Ingenieros de Combate.
- 7.ª Compañía de Comunicaciones.
- 10.ª Pelotón de Policía de Ejército.
- 14.º Batallón Logístico.
- Compañía Comando de la 10.ª Brigada de Infantería Motorizada.